# 王牧 (物理学家)
王牧（？—，男，中国物理学家，南京大学教授、博士生导师。主要从事晶体生长物理学、微纳结构制备科学、金属微纳结构与电磁波的相互作用等研究。中华人民共和国教育部首批“长江学者”特聘教授。曾任国家重点基础研究发展计划（973）项目首席科学家。

## 生平
1984年和1991年分别获得南京大学物理系学士学位、凝聚态物理专业博士学位。1992年至1994年在荷兰奈梅亨大学固体化学系做博士后研究。1995年起任南京大学教授、博士生导师。2013年10月因在网上举报同事闻海虎涉嫌论文造假引发舆论关注。